# Широковська сільська рада
Широ́ковська сільська рада (рос. Широковский сельский совет) — сільське поселення у складі Далматовського району Курганської області Росії.
Адміністративний центр та єдиний населений пункт — село Широковське.
Населення сільського поселення становить 506 осіб (2017; 538 у 2010, 674 у 2002).